# 宋智愛
宋智愛（1984年11月13日—），本名鄭佳瑜。為台灣藝人、模特兒及演員，曾於多部電視劇、廣告及音樂錄影帶演出。原預定為七朵花團員之一，後因故以獨立身分出道，現已淡出娛樂圈。

## 藝名由來
因為喬傑立娛樂總經理「孫總」孫德榮認為「鄭佳瑜」這個名字很普遍，孫總希望她像宋慧喬+全智賢+李英愛三位韓星一樣紅，所以把她取藝名「宋智愛」。

## 曾參予的演出

### 電視劇
- 慾望六人行
- 一切從結婚開始
- 2003年家有日本妻
- 2004年愛上千金美眉
- 2005年綠光森林 飾蘇珊
- 2006年微笑Pasta 飾千惠
- 2007年放羊的星星 飾江明美

### 電影
- 2009年 你是否依然愛我 飾 艾美（上映年份：2011年）

### 音樂錄影帶
- 2004周渝民《記得我愛你》你的體溫
- 2005光良《童話》童話
- 2005台風 (男子團體)《天大地大》狂愛戰隊
- 2006183Club《天使情人電視原聲帶》發現真愛
- 2008曹格《Super Sunshine》無辜
- 2009 李聖傑《原諒我沒有說 》切歌

### 廣告
- 波爾口香糖
- 國華人壽
- LA NEW
- 三陽機車
- 和信電訊
- 台新銀行 新光三越卡
- 臺新銀行 U BE卡
- 誠泰銀行
- 全家便利商店
- 麥香綠茶
- 第一銀行
- 7–11
- XG手機
- 康師父綠茶 露營篇
- 肯德基
- 艷漾森巴
- Sony手機
- 奧黛麗 山茶花系列
- 郭元益
- 金庸Online-天龍八部
- 愛之味葡萄籽
- 絲逸歡洗髮乳
- 甜蜜約定金飾

### 其他演出
- K ONE音樂愛情故事 - 喜歡你

### 節目
- 完全娛樂
- 少年特攻隊

## 外部連結
- 文娛頻道
- 中國電影資料庫